# Scyllaea
Scyllaea Linnaeus, 1758 è un genere di molluschi nudibranchi della famiglia Scyllaeidae.

## Tassonomia
Il genere comprende due specie:
- Scyllaea fulva Quoy & Gaimard, 1824
- Scyllaea pelagica Linnaeus, 1758 - Specie tipo

Sinonimi
- Scyllaea dracaena Kelaart, 1858 = Scyllaea fulva
- Scyllaea edwardsii A.E. Verrill, 1878 = Scyllaea pelagica
- Scyllaea grayae A. Adams & Reeve, 1850 = Scyllaea pelagica
- Scyllaea hookeeri Gray M.E., 1850 = Scyllaea pelagica
- Scyllaea marmorata Alder & Hancock, 1864 = Scyllaea pelagica
- Scyllaea punctata Bouchard-Chantereaux, 1835 = Scyllaea pelagica
- Scyllaea quoyi Gray, 1850 = Scyllaea fulva
- Scyllaea viridis Alder & Hancock, 1864 = Scyllaea pelagica